# پارک ملی طبیعی پوراسه
پارک ملی طبیعی پوراسه (به اسپانیایی: Parque Nacional Natural Puracé) پارکی ملی واقع در منطقه آند کلمبیا، در جنوب شرقی شهر پوپایان در رشته‌کوه کوردیرای مرکزی (رشته‌کوه‌های مرکزی) است. آتشفشان چینه‌ای فعال پوراسه مهمترین اثر طبیعی واقع در این پارک است که این آتشفشان، یکی از فعالترین آتشفشان‌های کلمبیا نیز به‌شمار می‌رود. همچنین ۴ رود مهم کشور شامل رود ماگدالنا، کاوکا، خاپورا و پاتیا از این منطقه سرچشمه می‌گیرند.

## مشخصات
پارک ملی طبیعی پوراسه به عنوان نخستین پارک ملی کاوکا در سال ۱۹۶۱ تأسیس شد. این پارک در طی دههٔ ۱۹۹۰ مورد استفادهٔ نیروهای مسلح انقلابی کلمبیا موسوم به چریک‌های فارک به عنوان پایگاه اصلی آنها قرار گرفته بود اما تا سال ۲۰۰۲ و پس از کمپین آلوارو اوریبه، رئیس‌جمهور کلمبیا، علیه این نیروها از حضور آنها پاکسازی شد. پوراسه با ارتفاع ۴۵۸۰ متری خود تنها آتشفشان فعال منطقه است و علاوه بر آن، دو آتشفشان مرتفعتر آزوکار (۵۰۰۰ متر) و کوکونوکو (۴۶۰۰ متر) و ۴ آتشفشان کوتاهتر نیز در این پارک واقعند.
بالاترین درجه حرارت پارک در در روز بین ۱۴–۱۶ درجهٔ سانتی‌گراد است و در سردترین زمان در شب به زیر صفر می‌رسد.

## پوشش گیاهی و جانوری
بیش از ۲۰۰ نوع از ثعلبیان و گیاهان بومی در معرض خطری همچون کاج کلمبیا، بلوط آندی و نخل مومی در این پارک یافت می‌شوند. همچنین بیش از ۱۶۰ گونهٔ پرنده همچون مگس‌مرغ، اردک، جیجاق آبی و پرندگان شکاری در این پارک قابل مشاهده هستند. از جمله پستانداران پارک نیز می‌توان به خرس عینکی، تاپیر کوهی، شیر کوهی و پودو اشاره نمود.
کندور آندی دیگر پرندهٔ این پارک است که با کمک باغ وحش سن دیگو در دههٔ ۱۹۹۰ در این منطقه رهاسازی شد. همچنین در جنگل‌های نواحی کم‌ارتفاع‌تر می‌توان میمون پشمالو، میمون جیغ‌زن، میمون شب شکم‌خاکستری و کاپوچین قهوه‌ای را مشاهده نمود.

## نگارخانه

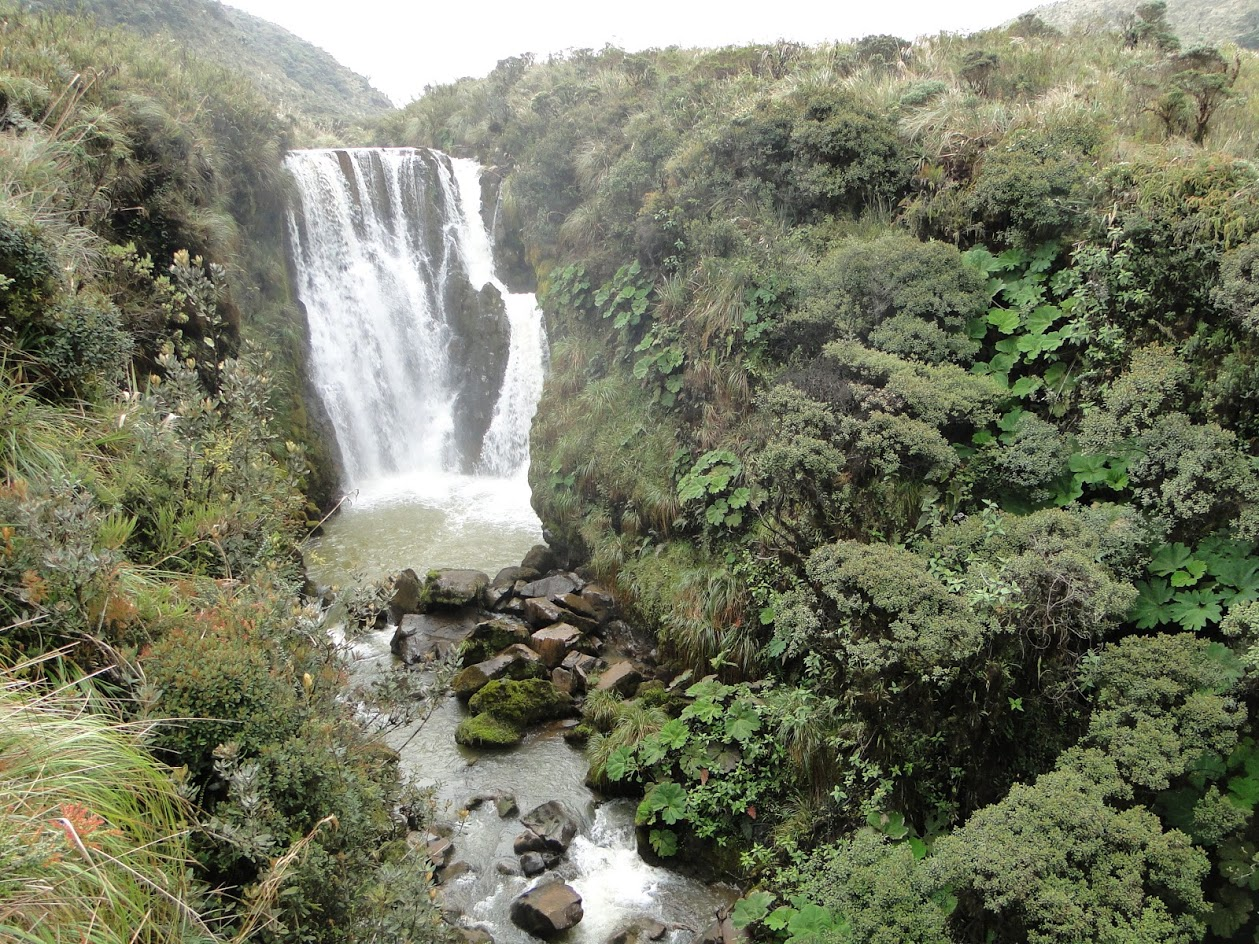
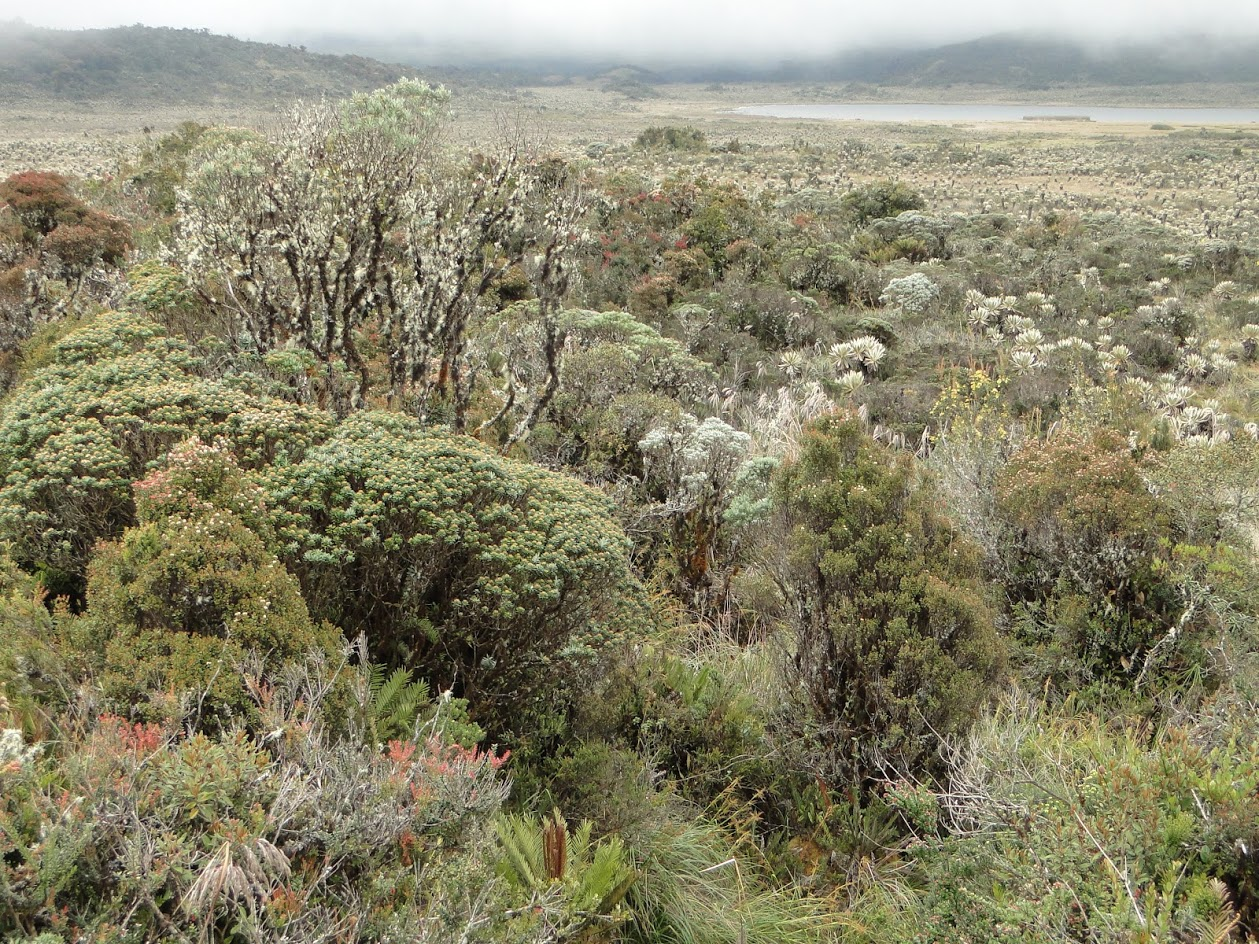
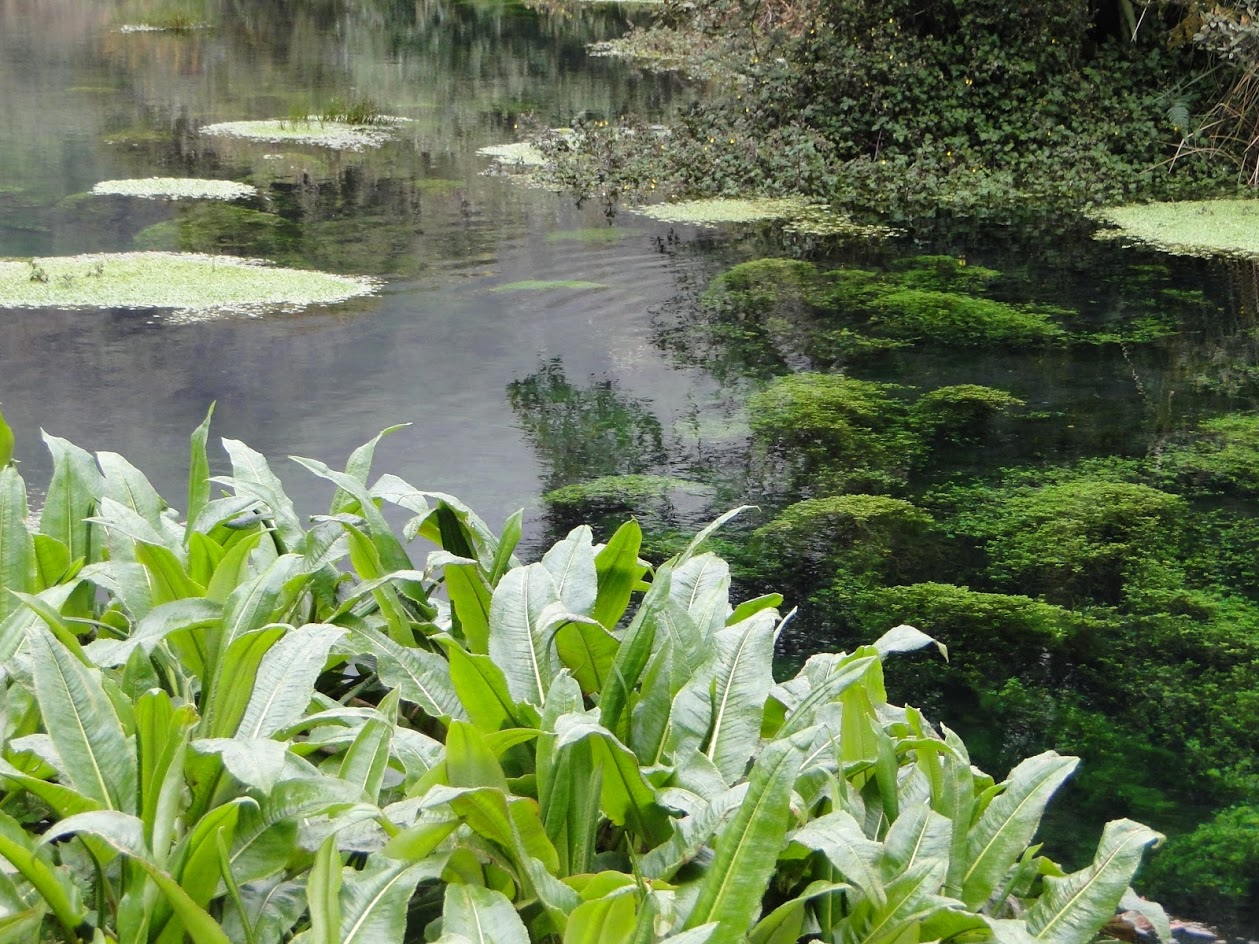
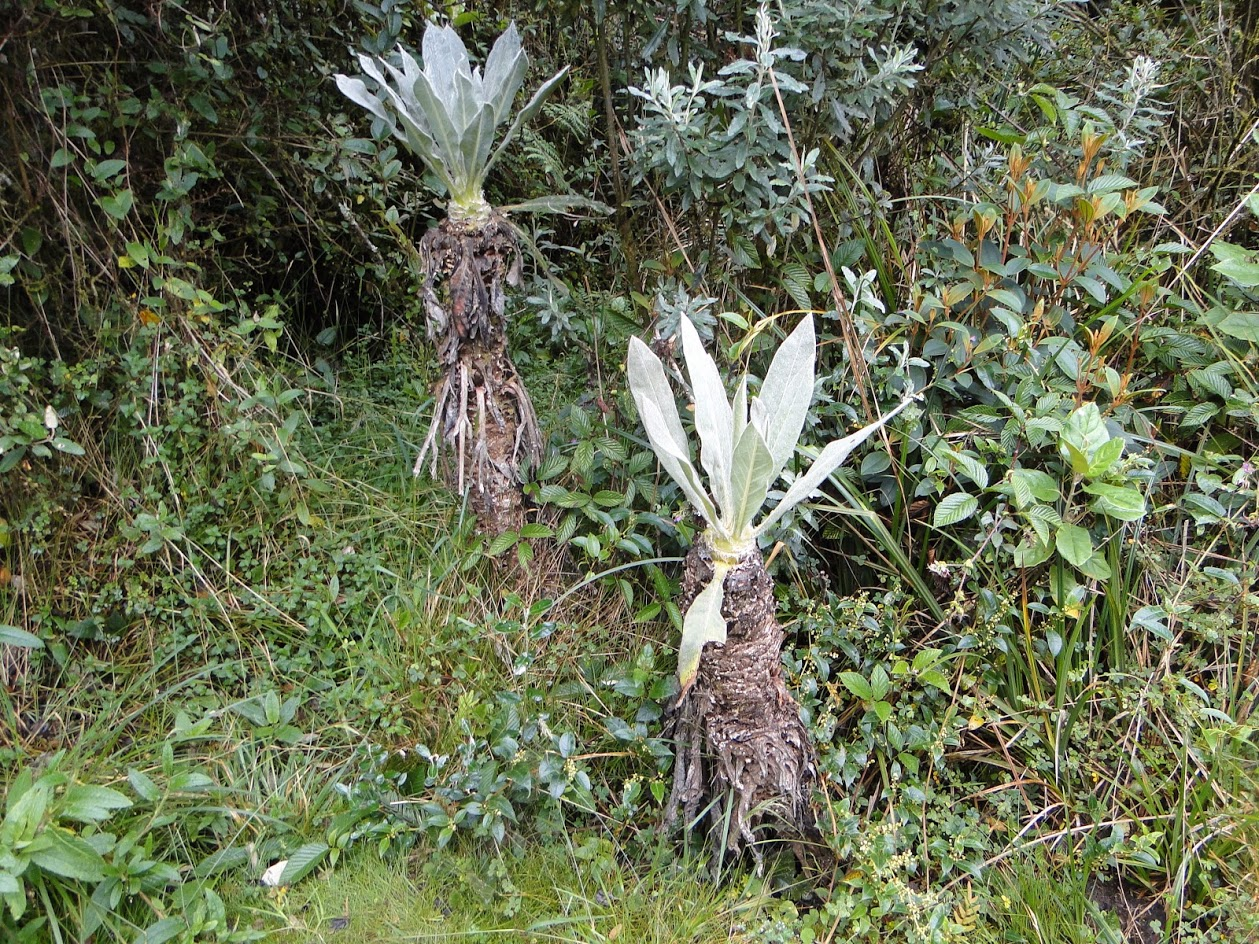
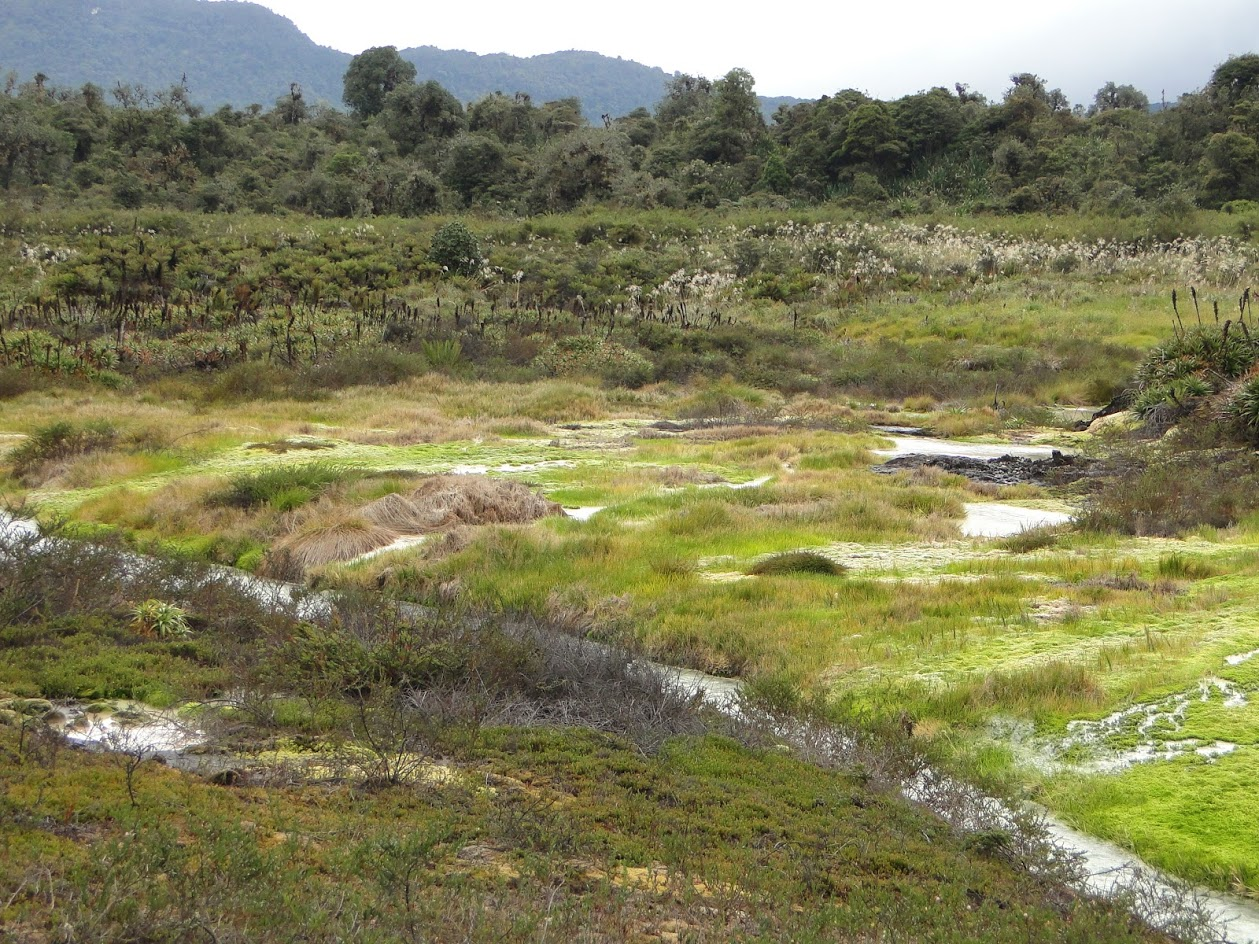
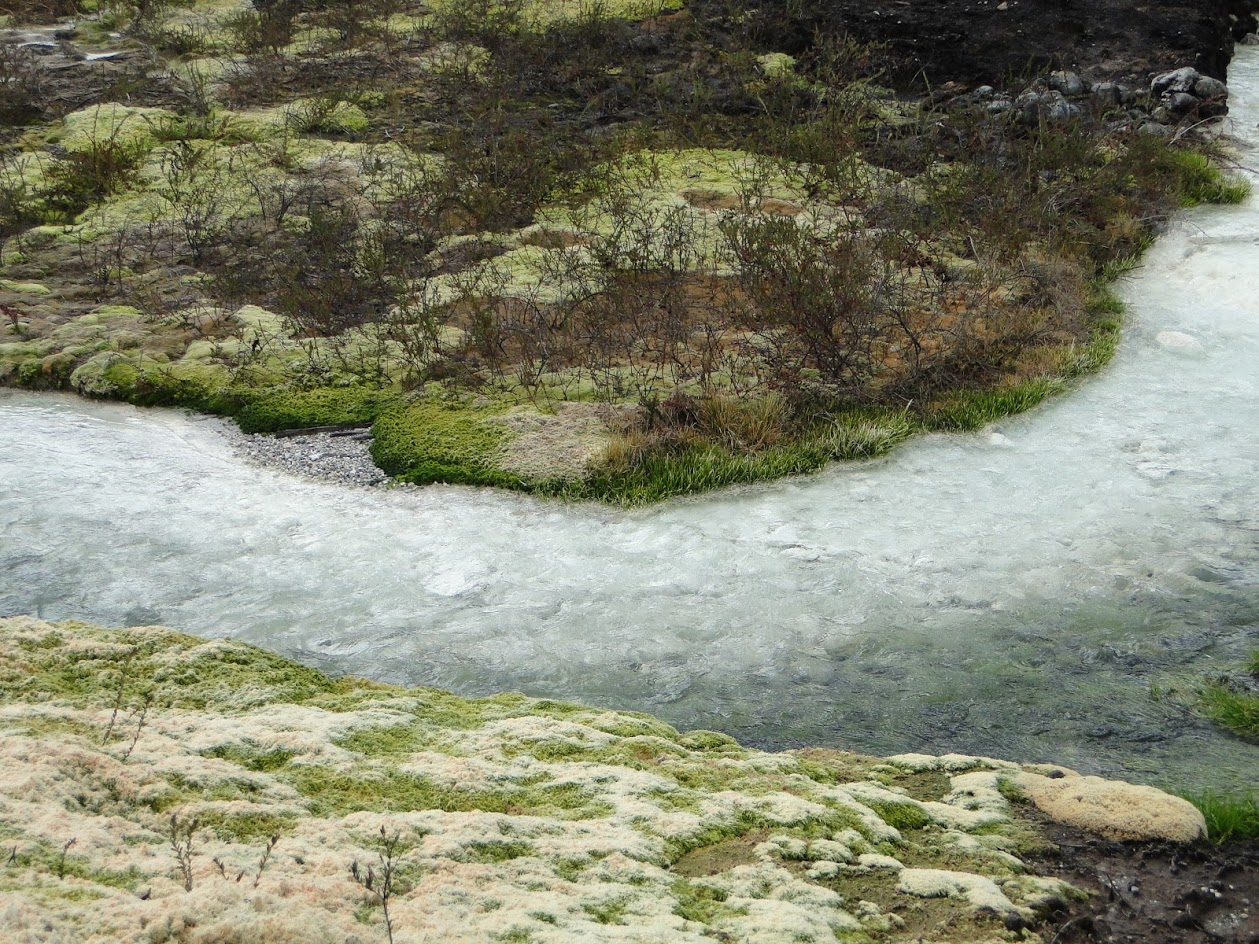